# 布朗寧鎮區 (伊利諾伊州斯凱勒縣)
布朗寧鎮區（英語：Browning Township）是位於美國伊利諾伊州斯凱勒縣的一個行政鎮區。

## 地方資料
根據2010年美國人口普查的數據，布朗寧鎮區的面積為75.60平方千米，當中陸地面積為74.60平方千米，而水域面積為1.00平方千米。當地共有人口367人，而人口密度為每平方千米4.85人。